# Captain Beefheart
Captain Beefheart (født Don van Vliet den 15. januar 1941 i Glendale, Californien, død 17. december 2010 i Trinidad, Californien) var en amerikansk komponist, tekstforfatter, musiker og kunstmaler, som det meste af sit liv var bosat tæt ved Mojaveørkenen.
Beefheart var enebarn, og havde ifølge sine musikere en særdeles dominerende personlighed, som fik ham til at forfølge sine kunstneriske ideer lige så kompromisløst, som et forkælet barn ville gøre det. Ifølge hans eget udsagn skyldes dette, at han aldrig gik regelmæssigt i skole eller børnehave, og heller aldrig tog nogen uddannelse .

## Musikkarriere
Beefhearts kunstneriske karriere var bemærkelsesværdig: Han startede som blues-sanger i 1966, da pladeselskabet A&M udgav hans debut-single med Captain Beefheart and His Magic Band, Diddy Wah Diddy, skrevet af blues-sangeren Bo Diddley .
I løbet af de følgende 15 år skrev og indspillede Beefheart derefter 12 musikalbum med forskellige konstellationer af sit Magic Band, som førte ham fra traditionel blues på Diddy Wah Diddy til rhythm & blues på de første to album Safe As Milk  i 1967 og Strictly Personal  (1968), og herfra videre til de bemærkelsesværdige dadaistiske avantgarde-eksperimenter på dobbeltalbummet Trout Mask Replica  (1969), og efterfølgeren Lick My Decals Off, Baby  (1970).
Hans karriere fortsatte herfra videre med noget, der næsten kan karakteriseres som mainstream rock- og popmusik på de tre udgivelser The Spotlight Kid  (1971), Clear Spot  (1972) og Unconditionally Guaranteed  (1974). De to førstnævnte album fremstår stadig som kunstneriske kvalitetsudgivelser, der kunne have været produceret den dag i dag. Det sidstnævnte album regnes derimod for at være et kikset forsøg på at lave kommerciel musik - en opfattelse, Beefheart selv bidrog til på coverforsiden, der viser ham med et snedigt smil og store bundter af pengesedler i hænderne. Efter dette album forlod hans musikere ham i protest mod 'hans respektløse måde at behandle dem på', samt utilfredshed med pladeselskabet og den producer, der var udset til at lede indspilningerne .
Herefter arbejdede Beefheart sammen med Frank Zappa på hans album Bongo Fury  og var på promotion tourne for dette album med Zappa i 1975, inden han genoptog sin egen karriere med nye orkestermedlemmer. Hans efterfølgende album Bluejeans & Moonbeams  (1975) blev imidlertid heller ikke nogen succes, hverken blandt anmeldere eller publikum, men på sine sidste tre udgivelser, Shiny Beast , Doc at the Radar Station  og Ice Cream for Crow  vendte Beefheart og et nyt hold af yngre musikere delvis tilbage til hans udgangspunkt: Den eksperimenterende 'klassiske Beefheart'-stil. Herefter pristes han igen for sin originalitet.
Alle Captain Beefheart's albumudgivelser formåede på forbløffende vis at overraske både publikum og anmelderne, ofte negativt, da de udkom. Hans udgivelser blev aldrig nogen stor succes i USA, men han havde et stort publikum i England, Holland og Tyskland, og nød igennem hele sin karriere anerkendelse som en vigtig undergrundskunstner på begge sider af Atlanten.

## Trout Mask Replica
Captain Beefheart var barndomsven med Frank Zappa, og flere af musikerne i The Magic Band kom fra Frank Zappa's band i 1960'erne The Mothers of Invention. Frank Zappa var også den, der finansierede og udsendte Beefheart & His Magic Band's tredje og mest bemærkelsesværdige album - den skelsættende dobbelt-LP Trout Mask Replica fra 1969, som blev indspillet på fire en halv time, efter at Beefheart havde lukket The Magic Band's fire medlemmer inde i en villa i otte måneder for at øve materialet .
Frank Zappa gav Beefheart total kunstnerisk frihed til at gøre præcis, hvad han ville på dette dobbeltalbum, der i dag regnes for at være et af musikhistoriens hovedværker . Trout Mask Replica fremstår på overfladen som et kakafonisk kaos af lyd fra et fire-mands garageband, der spiller flere forskellige melodier oveni hinanden, ofte på en insisterende og aggressiv måde - men albummet anerkendes i dag som et kunstnerisk mesterværk, også af mange klassiske musikere og komponister, bl.a. den canadiske klassiske komponist Samuel Andreyev, som har gennemanalyseret sangen Frownland, albummets åbningstrack .
Trout Mask Replica blev indskrevet i den amerikanske kongres' National Recording Registry i 2010 .

## 'Beefheart-metoden'
Beefhearts faste trommeslager John French har i et interview med Samuel Andreyev  forklaret den særprægede metode, der blev benyttet ved frembringelsen af musikken på Trout Mask Replica: Al musik blev komponeret af Beefheart i form af små stumper på mundharpe og klaver - sidstnævnte instrument kunne han ikke spille på - eller ved hjælp af reallyde, som f.eks. vinduesviskere, knitren af plastikposer eller askebægre, der blev smidt på gulvet. Det var herefter French's opgave at transskribere alle Beefhearts reallyde og harmonika- & klaverstumper til de forskellige musikere, dvs. til to guitarer, bas og trommer, og disse 'stumper' blev så indøvet af musikerne, uanset om de 'passede sammen' i traditionel rytmisk og harmonisk forstand eller ej - altsammen efter Beefhearts anvisninger.
Denne metode er grunden til, at Trout Mask Replica lyder så markant anderledes end noget andet musikalbum. Metoden blev også benyttet på det efterfølgende album, Lick My Decals Off, Baby, men denne gang med guitaristen Bill Harkleroad som musikalsk leder, da Beefheart fyrede John French som transskribent efter Trout Mask Replica. 
Den canadiske kunstnergruppe 'Beefheart Project Toronto' har i 2020 foretaget en gennemgribende analyse af metoden bag disse to album, og hævder at have 'brudt koden' bag 'Beefheart-metoden'. I det rytmisk komplekse nummer Doctor Dark fra Lick My Decals Off, Baby har de brudt de enkelte musikeres instrumentstemmer op hver for sig, takt-for-takt, og har lagt dem på noder i en video med titlen: How To Play Doctor Dark - Breaking the Beefheart Codes. Denne video gør det muligt for andre musikere at gennemskue de komplekse rytmemønstre og lære at spille sangen.

## Kunstmaler
Beefheart forlod musikbranchen i 1980'erne efter udgivelsen af sit sidste album i 1982, Ice Cream for Crow , og blev herefter kunstmaler. Det lykkedes ham efter få år at blive anerkendt som en vigtig ekspressionistisk natur-kunstner, og han fortsatte med at male til sin død .
Hans ekspressionistiske billeder handles i dag for over en million kroner stykket .

## Diskografi
- Safe as Milk - (1967)
- Strictly Personal - (1968)
- Trout Mask Replica - (1969)
- Lick My Decals Off, Baby - (1970)
- The Spotlight Kid - (1971)
- Mirror Man - (1971) - indspillet i 1967 [28]
- Clear Spot - (1972)
- Unconditionally Guaranteed - (1974)
- Bluejeans & Moonbeams - (1975)
- Shiny Beast (Bat Chain Puller) - (1978)
- Doc at the Radar Station - (1980)
- Ice Cream for Crow - (1982)

## The Magic Band medlemmer
- Alex St. Clair - guitar (1967-68, 1974)
- Ry Cooder - guitar (1967)
- Jerry Handley - bas (1967-68)
- John French (Drumbo) - trommer (1967-1972, 1974, 1980)
- Jeff Cotton (Antennae Jimmy Semens) - guitar (1968-69)
- Bill Harkleroad (Zoot Horn Rollo) - guitar (1969-1974)
- Mark Boston (Rockette Morton) - bas (1969-1974)
- Victor Hayden (The Mascara Snake) - basklarinet & vokal (1969)
- Art Tripp III (Ed Marimba, Ted Cactus) - trommer & marimba (1970-1974, 1978)
- Elliot Ingber (Winged Eel Fingerling) - guitar (1971-73)
- Roy Estrada (Oréjon) - bas (1972-1973)
- Jeff Moris Tepper - guitar (1978-82)
- Robert Williams – trommer (1978-1980)
- Eric Feldman - bas, piano (1978-1980)
- Bruce Fowler - trombone (1978-1980)
- Richard Redus - guitar (1978)
- Gary Lucas - guitar (1980-1982)
- Richard Snyder (Midnight Hatsize) - bas (1982)
- Cliff Martinez - trommer (1982)